# Agout
L'Agout è un fiume della Francia meridionale, affluente del Tarn, lungo 194 km. Nasce sul Massiccio dell'Espinouse, nel dipartimento dell'Hérault, e sfocia presso Saint-Sulpice-la-Pointe, nel Tarn.

## Dipartimenti e principali comuni attraversati
L'Agout attraversa trentasei comuni (due nell'Hérault e gli altri nel Tarn).
- Hérault: La Salvetat-sur-Agout, Fraisse-sur-Agout.
- Tarn: Brassac, Castelnau-de-Brassac, Coufouleux, Giroussens, Burlats, Lavaur, Castres, Rabastens, Saint-Sulpice-la-Pointe.

## Principali affluenti
(rd = destra orografica; rg=sinistra orografica)
- La Vèbre, (rd), 31,2 km, che attraversa il lago del Laouzas
- Il Vernoubre, (rd) 11,6 km
- Il Gijou, (rd), 50,2 km
- La Durenque, (rg) 31,6 km, che confluisce a Castres.
- Il Thoré, (rg) 61,7 km, che confluisce a sud di Castres e della zona industriale di Mélou.
- Il Sor, (rg) 61 km
- Il Dadou, (rd) 116 km
- Il Lignon, (rg) 10,4 km
- L'Aybes 12,5 km

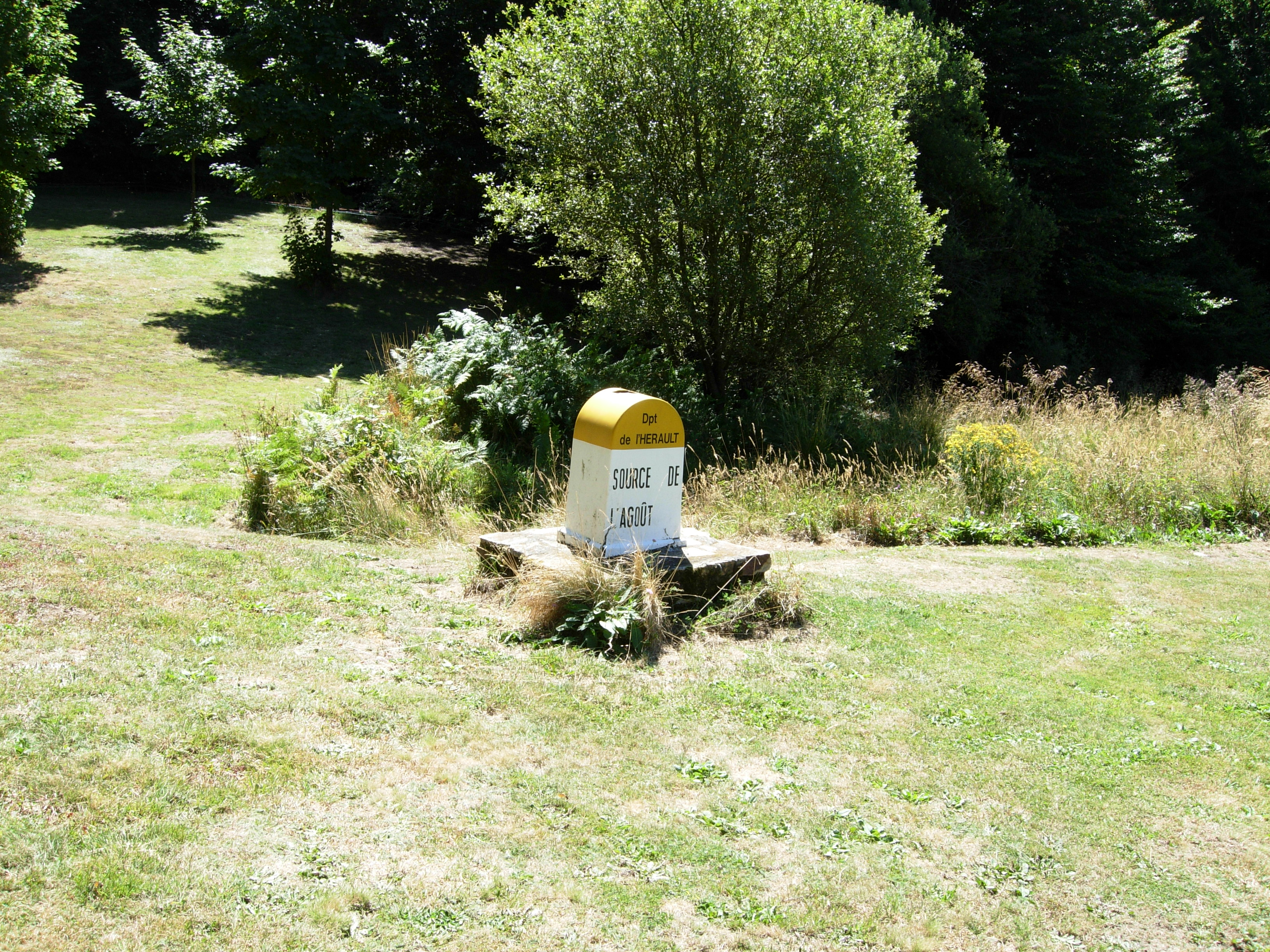
Cambon-et-Salvergues
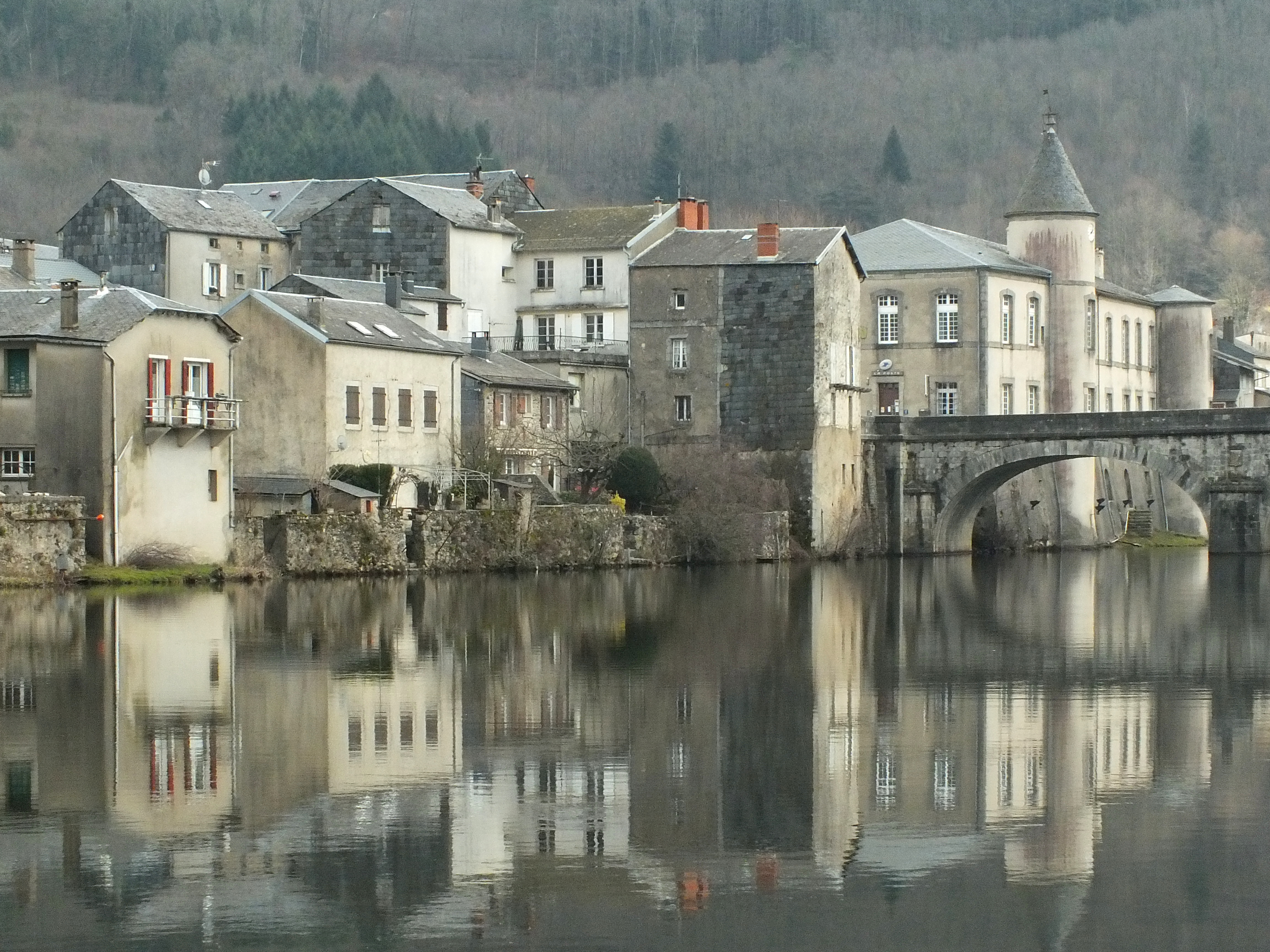
Brassac
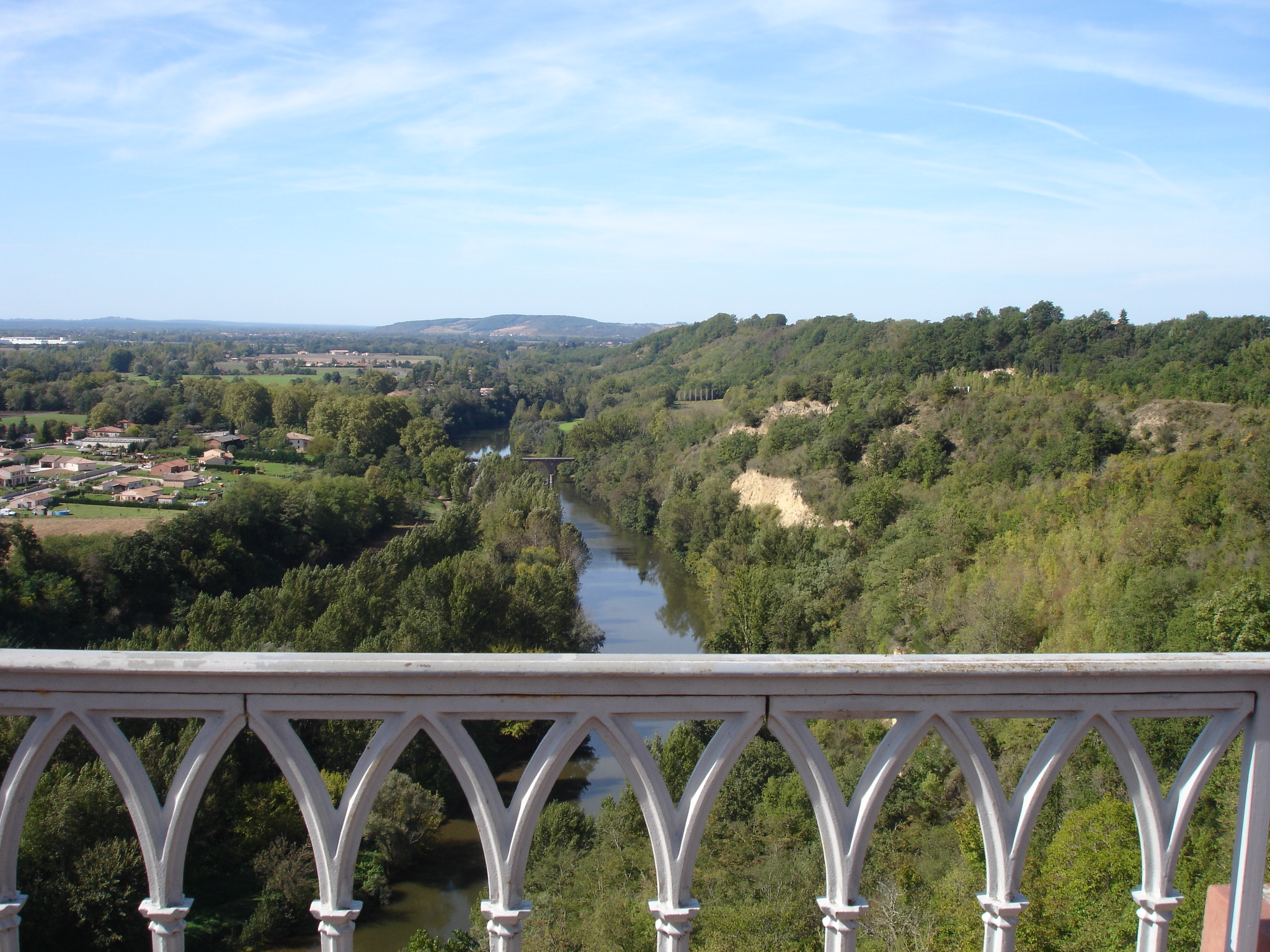
Giroussens
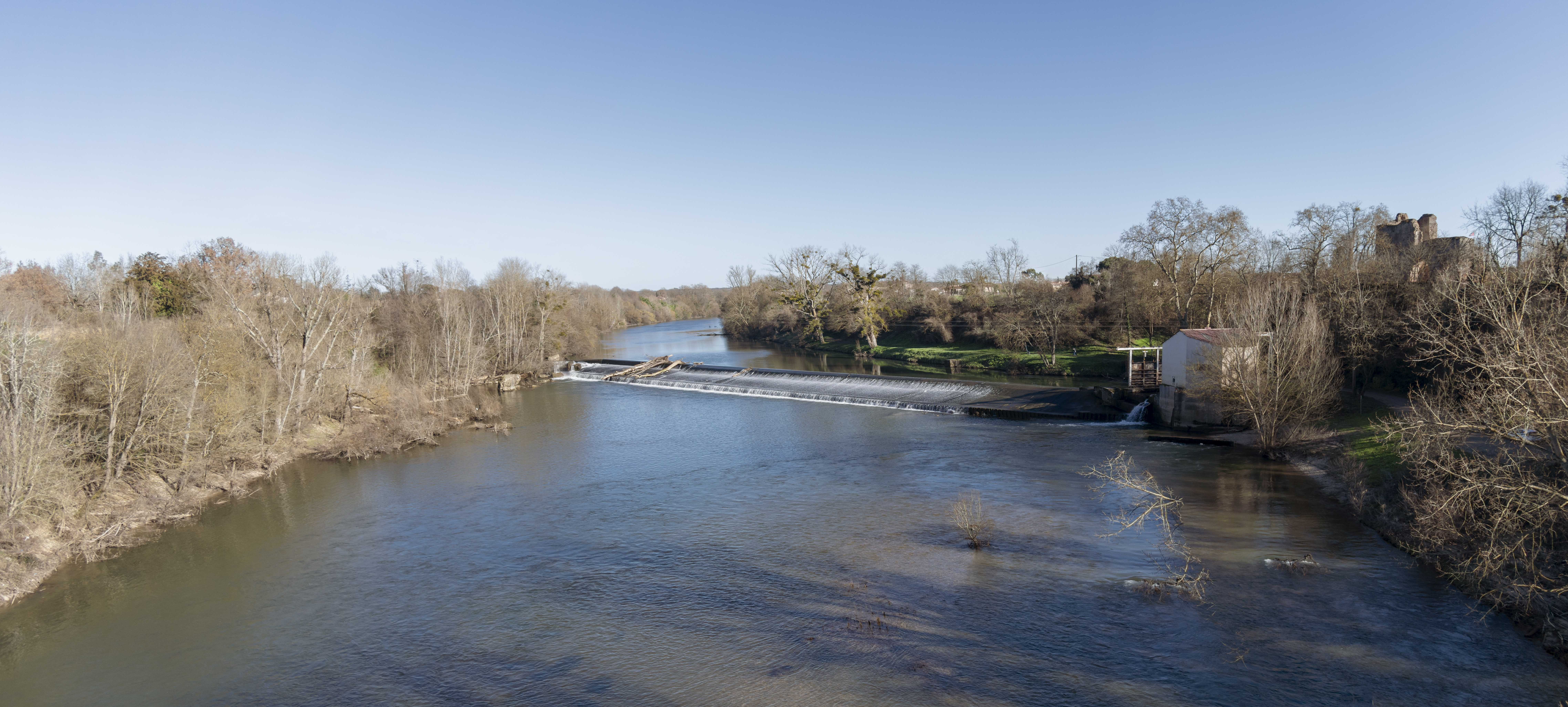
Saint-Sulpice-la-Pointe